# Rudy Van Gelder

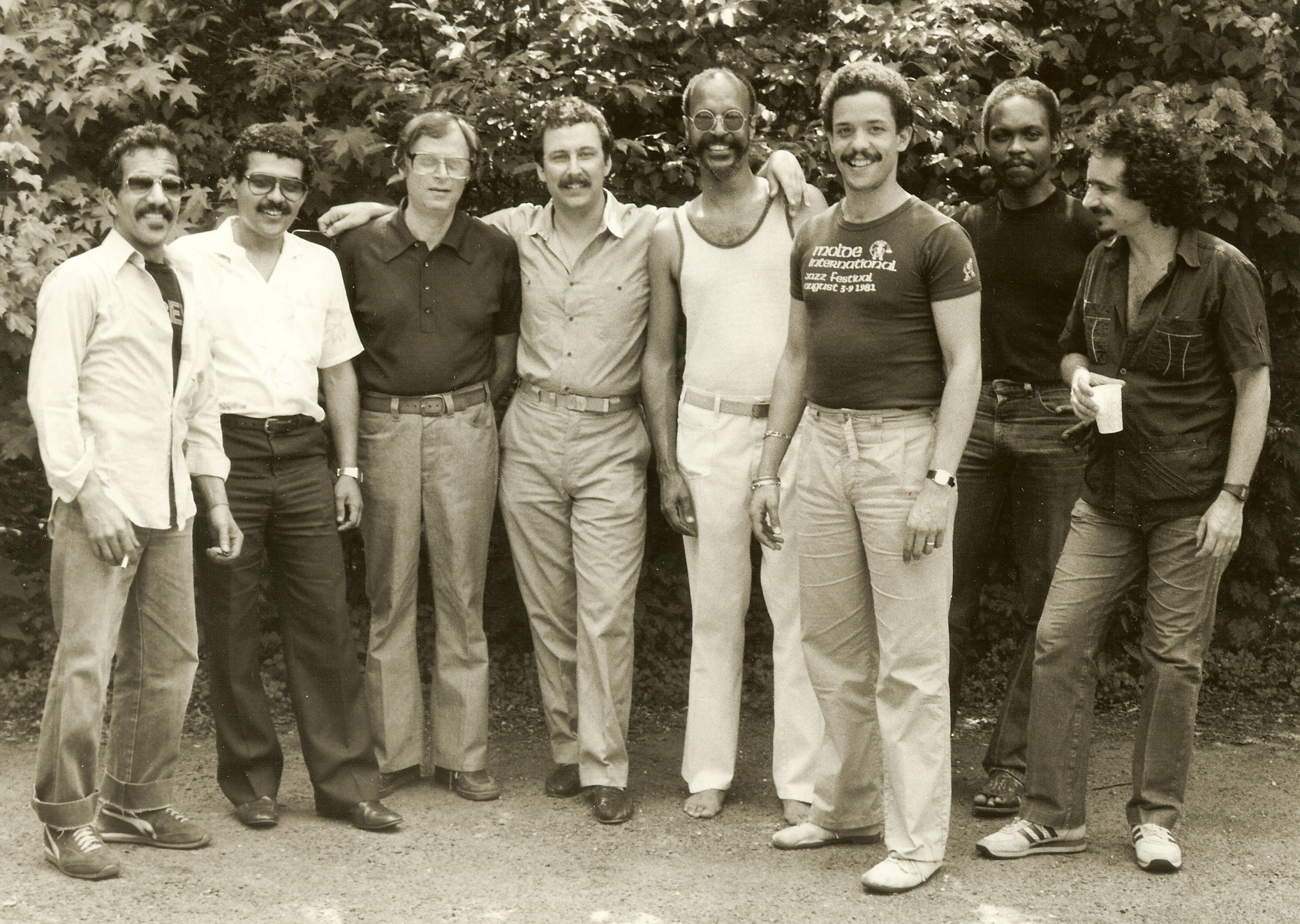
Rudy Van Gelder (3. von links) mit dem Roger Dawson Septet vor seinem Studio in Englewood Cliffs (um 1981)

Rudolph „Rudy“ Van Gelder (* 2. November 1924 in Jersey City, New Jersey; † 25. August 2016 in Englewood Cliffs) war ein US-amerikanischer Tonmeister und Betreiber eines eigenen Tonstudios, das sich auf Jazz-Aufnahmen spezialisiert hatte.
Während der 1950er und 1960er Jahre wurde Van Gelder insbesondere durch seine Arbeiten für das Musiklabel Blue Note Records bekannt; er arbeitete mit nahezu allen wichtigen Jazzmusikern dieser Zeit. Seit Ende der 1990er Jahre beschäftigte sich Van Gelder hauptsächlich mit der digitalen Nachbearbeitung seiner alten Originalaufnahmen. Für den All Music Guide ist er der beste Tonmeister der Jazzgeschichte.

## Leben
Bereits als Jugendlicher interessierte sich Van Gelder für Tontechnik, wobei sich sein Interesse zunächst auf die Wiedergabe von Schallplatten beschränkte. Später beschäftigte sich Van Gelder, der Augenoptik studiert hatte, mit Aufnahmetechnik und arbeitete neben seinem eigentlichen Beruf als Tonmeister für regionale Radiostationen und kleine Jazzlabels. Er betrieb zunächst im Haus seiner Eltern in Hackensack (New Jersey) ein eigenes Tonstudio. Seine ersichtlich ersten Aufnahmen entstanden am 2. März 1952 mit dem vom Jazzsaxophonisten angeführten Gil Mellé Septet, die Alfred Lion 1953 auf seinem Label Blue Note Records veröffentlichte. 1959 gab Van Gelder seinen Beruf als Optometrist auf und richtete sich ein Studio in Englewood Cliffs, einer Kleinstadt nur wenige Kilometer östlich von Hackensack, ein, in dem er bis zuletzt tätig war. Die ersten Aufnahmen dort entstanden am 12. August 1959 für Coleman Hawkins With The Red Garland Trio. Van Gelder war zweimal verheiratet.
Rudy Van Gelder starb am  25. August 2016 mit 91 Jahren in Englewood Cliffs.

## Werk
Van Gelder verstand es wie kaum ein anderer, die Wünsche der Musiker und Komponisten bezüglich des Klangbildes umzusetzen. Zudem hatte er ein ausgeprägtes Verständnis von der Aufnahmetechnik der 1950er und 60er Jahre. Die Schwierigkeit bestand darin, dass Aufnahmen zu dieser Zeit noch live eingespielt wurden, d. h. alle für eine Aufnahme nötigen Musiker fanden sich im Studio ein und spielten einen Titel in einem sogenannten Take – teilweise von mehr als zehn Minuten Länge – ein. Wollte man die Musik auf Tonband aufzeichnen, so mussten die unterschiedlichen Lautstärken, Klangspektren und Richtcharakteristika der einzelnen Instrumente in Abhängigkeit von den einzelnen Faktoren voneinander sowie die daraus folgende Eignung unterschiedlicher Mikrofontypen beachtet werden. Van Gelder hatte die Fähigkeit, Musiker und Mikrofone so zu gruppieren, dass der Klang möglichst optimal (dem Livespiel entsprechend) auf Band aufgezeichnet werden konnte. Er äußerte sich in einem Interview über seine Besessenheit, den optimalen Klang zu reproduzieren, wie folgt:

“Quality is what drives the work I do. From the beginning, that’s all I would think about, day and night: How could I make the recordings that I made sound better?”

„Qualität ist der Motor meiner Arbeit. Von Anfang an habe ich Tag und Nacht nur über eines nachgedacht: Wie kann ich meine Aufnahmen besser klingen lassen?“

Logo von Blue Note Records, dem langjährigen Auftraggeber von Van Gelder

Van Gelder verstand sich selbst als Tontechniker im wörtlichen Sinn, d. h. jemand, der nicht nur für die Qualität der Aufnahme selbst steht, sondern sich auch um den Aufbau der notwendigen Technik kümmert. Insbesondere zur Anfangszeit wurden Plattenaufnahmen in den Studios der großen Radiostationen erstellt. Diese waren aber ihrem eigentlichen Sinn entsprechend technisch und personell auf die Produktion von Radiobeiträgen ausgerichtet. Eine spezielle Studiotechnik, wie sie heute üblich ist, war zur damaligen Zeit kaum verfügbar. Das Van Gelder Studio in Englewood Cliffs befindet sich noch heute auf dem neuesten Stand der Technik.
Auch bei der Herstellung der sogenannten Väter (sozusagen das Masternegativ) für die Produktion von Schallplatten überließ Van Gelder nichts dem Zufall. Die Bandaufnahmen überspielte Van Gelder meist selbst auf die Lackfolien, aus denen später der Vater hergestellt wurde. In der Anfangszeit versah Van Gelder jede dieser Folien von Hand mit der Signatur RVG. Später erfolgte die Signatur mittels eines Stempels.
Zu den Auftraggebern des Van Gelder Studios gehörte in erster Linie das Jazzlabel Blue Note Records. Von 1953 bis 1967 entstanden nahezu alle Studioaufnahmen für Blue Note unter Van Gelders Federführung, er gilt daher als Schöpfer des klaren und ausgewogenen Blue Note Sounds. Obwohl er auch für Ozzie Cadenas Savoy Records, Orrin Keepnews’ und Bill Grauers Riverside, Bob Weinstocks Prestige und Bob Thieles Impulse! Records sowie später für Creed Taylors Verve, CTI Records und für das Klassik-Label Vox tätig war, wird sein Name meist nur mit Blue Note in Verbindung gebracht.
Van Gelder arbeitete mit Musikern wie Thelonious Monk, Miles Davis, John Coltrane und Art Blakey. Nicht zuletzt dadurch haben Van Gelder und Alfred Lion (als Produzent) den Bebop und die nachfolgenden Jazzstile nachhaltig mitgeprägt. Zu den bekanntesten Aufnahmen aus Van Gelders Studio gehört John Coltranes A Love Supreme aus dem Jahr 1964, das in Zusammenarbeit mit dem Produzenten Bob Thiele für Impulse! entstand. 1965 erhielt das Album zwei Grammy-Nominierungen und wird in der Jazzliteratur als „John Coltranes legendäres Album“ bezeichnet.
Seit 1999 veröffentlichte Blue Note in Zusammenarbeit mit Van Gelder die sogenannte The Rudy Van Gelder Edition (kurz: RVG Edition). Hier wurden Aufnahmen aus den 1950er und 60er Jahren mit Hilfe moderner 24-bit-Technologie von den originalen Bandaufnahmen neu gemastert. Die Originalaufnahmen entstanden zum größten Teil bereits unter Federführung von Van Gelder, es wurden jedoch auch Aufnahmen wie Birth of the Cool von Miles Davis aus den Jahren 1949/50 neu bearbeitet. Später widmete sich Van Gelder der digitalen Bearbeitung der Aufnahmen, die er für Prestige Records betreut hat, sie sind seit 2006 als Rudy Van Gelder Series erhältlich.

## Auszeichnungen & Ehrungen

### Auszeichnungen
2009 erhielt Rudy Van Gelder die NEA Jazz Masters Fellowship.
2012 erhielt er neben Dave Bartholomew und Steve Jobs den Grammy Trustees Award.
2013 wurde er mit der Goldmedaille der Audio Engineering Society (AES) ausgezeichnet.

### Widmungen von Musikern
Ein Indiz für Van Gelders Reputation und den mythischen Beiklang seines Namens bei den Musikern ist die lange Liste der ihm und seinen Studios gewidmeten Jazzstücke.
- 1953: Hackensack (Thelonious Monk)
- 1960: Englewood (Pee Wee Russell)
- 1961: Route 9W (Jimmy Hamilton)
- 1961: Blues in Englewood (Cliff Jackson)
- 1966: Ready Rudy? (Duke Pearson)
- 1978: Blues for Rudy (Charles Earland)
- 1990: Rompin’ at Rudy’s (Jay McShann)
- 1991: High Voltage at Rudy’s (Valery Ponomarev)
- 1995: I’m Rudy’s Blues (Charles Earland)
- 2004: Die Beastie Boys rappten in Now Get Busy, einem Bonustrack zum Album To the 5 Boroughs: „Got mad technique like Rudy Van Gelder“.

## Aufnahmen (Auswahl)
- 1954: A Night at Birdland (Art Blakey Quintet, Blue Note)
- 1954/55: Horace Silver and the Jazz Messengers (Horace Silver, Blue Note, BLP 1518; 1956)
- 1955: Thelonious Monk Plays Duke Ellington (Thelonious Monk, Riverside)
- 1956: Workin’ und Steamin’ (Miles Davis, Prestige)
- 1956: Saxophone Colossus (Sonny Rollins, Prestige)
- 1957: Mose Allison Sings (Mose Allison, Prestige)
- 1957: Blue Train (John Coltrane, Blue Note)
- 1958: Somethin’ Else (Cannonball Adderley, Blue Note)
- 1960: A Night in Tunisia (Art Blakey & the Jazz Messengers, Blue Note)
- 1962: Inception (McCoy Tyner, Impulse!)
- 1963: Idle Moments (Grant Green, Blue Note, BLP 4154; 1965)
- 1963: Song for My Father (Horace Silver, Blue Note, BLP 4185; 1964)
- 1964: A Love Supreme (John Coltrane, Impulse!)
- 1964: Night Dreamer (Wayne Shorter, Blue Note)
- 1964: Getz Au-Go-Go (Stan Getz mit Astrud Gilberto, Verve)
- 1967: The Real McCoy (McCoy Tyner, Blue Note)
- 1967: Alligator Bogaloo (Lou Donaldson, Blue Note)
- 1969: Passing Ships (Andrew Hill, Blue Note; 2003)
- 1970: Tide (Antônio Carlos Jobim Arranged by Eumir Deodato, A&M Records)
- 1971: Astrud Gilberto with Stanley Turrentine (Astrud Gilberto mit Stanley Turrentine, CTI)
- 1981: Silk (Fuse One mit Stanley Clarke u. a., CTI)
- 1991: Take One (T. S. Monk, Blue Note)
- 1997: Monk on Monk (T. S. Monk, N2K)